# Challenge Tour 6 2019 (snooker)
Il Challenge Tour 6 è il sesto evento Challenge Tour della stagione 2019-2020 di snooker che si è disputato il 16 e il 17 novembre 2019 a Budapest in Ungheria.

## Montepremi
- Vincitore : £2.000
- Finalista : £1.000
- Semifinalisti : £700
- Quarti di Finale : £500
- Sedicesimi di Finale : £200
- Trentaduesimi di Finale : £125

## Fase a eliminazione diretta
| Sessantaduesimi di Finale | Trentaduesimi di Finale | Sedicesimi di Finale   | Quarti di Finale       | Semifinali             | Finale                 |
| ------------------------- | ----------------------- | ---------------------- | ---------------------- | ---------------------- | ---------------------- |
| Al meglio dei 5 frames    | Al meglio dei 5 frames  | Al meglio dei 5 frames | Al meglio dei 5 frames | Al meglio dei 5 frames | Al meglio dei 5 frames |

| Giocatore            | Giocatore              | Risultato       |
| -------------------- | ---------------------- | --------------- |
| Mark Vincent         | Nicholas Roberts       | 3 - 0           |
| Ashley Hugill        | Garry Coulson          | 3 - 0           |
| George Pragnell      | Mihaly Balasko         | 3 - 0           |
| Zsolt Fenyvesi       | Aaron Hill             | 3 - 1           |
| Rory McLeod          | Sean Maddocks          | 3 - 1           |
| Patrick Whelan       | Sergey Isaenko         | 3 - 2           |
| Peter Devlin         | David Finbow           | 3 - 1           |
| Lukas Kleckers       | Liam Davies            | 3 - 2           |
| Ka Wai Cheung        | Andres Petrov          | 3 - 1           |
| Matthew Glasby       | Tamas Dudas            | 3 - 0           |
| Michael Collumb      | Peter Varga            | 3 - 0           |
| Adam Duffy           | Ronan Whyte            | 3 - 2           |
| Lewis Gillen         | Peter Madarasz         | 3 - 0           |
| Ivan Kakovsky        | Dylan Emery            | 3 - 1           |
| Sean O'Sullivan      | Kharazchi Jamshid      | 3 - 0           |
| Sanderson Lam        | Daniel Womersley       | 3 - 1           |
| Jamie Curtis-Barrett | Andreas Ploner         | 3 - 2           |
| Oliver Brown         | Gary Thomson           | 3 - 0           |
| Paul Davison         | Constantin Mateescu    | 3 - 0           |
| Keishin Kamihashi    | Ryan Davies            | 3 - 1           |
| Maxim Ene            | Gabor Vertesi          | 3 - 1           |
| Luke Pinches         | Geza Zakarias          | 3 - 0           |
| Callum Lloyd         | Mihai Vladu            | 3 - 0           |
| Joshua Cooper        | Spiridon Peter Geszosz | 3 - 0           |
| Jake Nicholson       | Stuart Watson          | 3 - 1           |
| Steven Hallworth     | Cristopher Keogan      | 3 - 1           |
| Luis Vetter          | Attila Horvath         | 3 - 0           |
| Fergal Quinn         | Ryan Thomerson         | 3 - 0           |
| Dean Young           | Pal Vantara            | 3 - 0           |
| Bulcsu Revesz        | Robbie McGuigan        | 3 - 0 (Forfait) |

| Giocatore            | Giocatore       | Risultato |
| -------------------- | --------------- | --------- |
| Ashley Hugill        | Mark Vincent    | 3 - 0     |
| George Pragnell      | Bulcsu Revesz   | 3 - 2     |
| Rory McLeod          | Zsolt Fenyvesi  | 3 - 0     |
| Patrick Whelan       | Iulian Boiko    | 3 - 2     |
| Lukas Kleckers       | Peter Devlin    | 3 - 0     |
| Ka Wai Cheung        | Matthew Glasby  | 3 - 2     |
| Adam Duffy           | Michael Collumb | 3 - 0     |
| Lewis Gillen         | Ivan Kakovsky   | 3 - 0     |
| Sanderson Lam        | Sean O'Sullivan | 3 - 2     |
| Jamie Curtis-Barrett | Andrew Pagett   | 2 - 3     |
| Oliver Brown         | Paul Davison    | 3 - 2     |
| Keishin Kamihashi    | Maxim Ene       | 3 - 2     |
| Luke Pinches         | Callum Lloyd    | 3 - 1     |
| Joshua Cooper        | Jake Nicholson  | 0 - 3     |
| Steven Hallworth     | Luis Vetter     | 3 - 0     |
| Fergal Quinn         | Dean Young      | 1 - 3     |

| Giocatore        | Giocatore         | Risultato |
| ---------------- | ----------------- | --------- |
| Ashley Hugill    | George Pragnell   | 3 - 0     |
| Rory McLeod      | Patrick Whelan    | 3 - 0     |
| Lukas Kleckers   | Ka Wai Cheung     | 3 - 0     |
| Adam Duffy       | Lewis Gillen      | 3 - 1     |
| Sanderson Lam    | Andrew Pagett     | 3 - 1     |
| Oliver Brown     | Keishin Kamihashi | 3 - 0     |
| Luke Pinches     | Jake Nicholson    | 0 - 3     |
| Steven Hallworth | Dean Young        | 0 - 3     |

| Giocatore      | Giocatore    | Risultato |
| -------------- | ------------ | --------- |
| Ashley Hugill  | Rory McLeod  | 3 - 1     |
| Lukas Kleckers | Adam Duffy   | 3 - 0     |
| Sanderson Lam  | Oliver Brown | 1 - 3     |
| Jake Nicholson | Dean Young   | 2 - 3     |

| Giocatore     | Giocatore      | Risultato |
| ------------- | -------------- | --------- |
| Ashley Hugill | Lukas Kleckers | 3 - 0     |
| Oliver Brown  | Dean Young     | 3 - 0     |

| FINALE Hungary Snooker Academy, Budapest, Ungheria, 17 novembre 2019 ARBITRO: | FINALE Hungary Snooker Academy, Budapest, Ungheria, 17 novembre 2019 ARBITRO: | FINALE Hungary Snooker Academy, Budapest, Ungheria, 17 novembre 2019 ARBITRO: |
| Ashley Hugill                                                                 | 1 - 3                                                                         | Oliver Brown                                                                  |
| ----------------------------------------------------------------------------- | ----------------------------------------------------------------------------- | ----------------------------------------------------------------------------- |
| SESSIONE UNICA:                                                               |                                                                               |                                                                               |
| MIGLIOR BREAK: CENTURY BREAKS:                                                |                                                                               | MIGLIOR BREAK: CENTURY BREAKS:                                                |
| Oliver Brown vince il Challenge Tour 6 2019                                   |                                                                               |                                                                               |